# Juraj Mikuš
Juraj Mikuš (Trenčín, 30 novembre 1988) è un hockeista su ghiaccio slovacco.

## Carriera
Nei primi anni di carriera, dal 2006 al 2009, ha giocato in patria con l'HC Dukla Trenčín. Dal 2009 al 2012 ha militato in AHL con i Toronto Marlies.
Nella stagione 2012/13 è approdato in KHL con l'HC Lev Praha.
Dalla stagione 2014/15 milita nell'HC Sparta Praga, in Repubblica Ceca.
Con la nazionale slovacca ha preso parte a diverse edizioni dei campionati mondiali a partire dal 2015 e ai Giochi olimpici invernali 2018.